# Albert Puigdollers i Saperas
Albert Puigdollers Saperas (Granollers, 30 d'octubre de 1980), és un futbolista català retirat, que jugava com a centrecampista. Va ser internacional amb la selecció catalana.

## Carrera esportiva
Va començar a jugar al futbol als equips inferiors de l'EC Granollers. D'allà fou fitxat pel planter del FC Barcelona, on fins i tot va arribar al FC Barcelona B.
Més endavant jugaria en altres planters com el de l'Atlètic de Madrid o el del Màlaga FC. Després va decidir fer un pas més a la seva carrera fitxant pel primer equip de la Cultural Leonesa, durant una temporada. D'allà va passar a jugar dues temporades en el CF Badalona i dues temporades més al CF Gavà. Després l'any 2009 va fitxar pel CE Sabadell on l'any 2011 assoliria l'ascens a la segona divisió A.

## Internacional

### Selecció catalana
El 30 de desembre de 2011, va debutar amb la selecció catalana davant de la selecció de Tunísia, un partit dins el Trofeu Catalunya Internacional 2011,   disputat a l'Estadi Olímpic Lluís Companys, que va acabar en empat a 0.

## Clubs[7]
| Club                 | País      | Temporada | Partits | Gols | Targetes grogues | Targetes vermelles |
| -------------------- | --------- | --------- | ------- | ---- | ---------------- | ------------------ |
| FC Barcelona B       | Catalunya | 1998-1999 | 1       | 0    | 0                | 0                  |
| FC Barcelona C       | Catalunya | 1999-2000 |         |      |                  |                    |
| FC Barcelona B       | Catalunya | 2000-2001 | 21      | 0    | 6                | 0                  |
| Atlètic de Madrid B  | Espanya   | 2001-2002 | 29      | 2    |                  |                    |
| Atlètic de Madrid B  | Espanya   | 2002-2003 | 32      | 0    |                  |                    |
| Málaga CF B          | Espanya   | 2003-2004 | 20      | 3    | 2                | 0                  |
| Cultural Leonesa     | Espanya   | 2004-2005 | 30      | 4    |                  |                    |
| CF Badalona          | Catalunya | 2005-2006 | 15      | 0    |                  |                    |
| CF Badalona          | Catalunya | 2006-2007 | 12      | 1    | 2                | 0                  |
| CF Gavà              | Catalunya | 2007-2008 | 33      | 3    | 5                | 0                  |
| CF Gavà              | Catalunya | 2008-2009 | 36      | 2    | 8                | 0                  |
| CE Sabadell          | Catalunya | 2009-2010 | 36      | 4    | 5                | 0                  |
| CE Sabadell          | Catalunya | 2010-2011 | 21      | 2    | 3                | 0                  |
| CE Sabadell          | Catalunya | 2011-2012 | 15      | 1    | 2                | 0                  |
| Cowdenbeath FC       | Escòcia   | 2012      | 3       | 0    |                  |                    |
| Recreativo de Huelva | Espanya   | 2013      | 12      | 0    |                  |                    |
| CF Badalona          | Catalunya | 2013-2014 | 27      | 2    |                  |                    |